# Tegalsiwalan (plaats)
Tegalsiwalan is een bestuurslaag in het regentschap Probolinggo van de provincie Oost-Java, Indonesië. Tegalsiwalan telt 5010 inwoners (volkstelling 2010).